# 彭德尔顿 (南卡罗来纳州)
彭德尔顿（英文：Pendleton），是美国南卡罗来纳州下属的一座城市。城市类型是“Town”。其面积大约为3.82平方英里（9.89平方公里）。根据2010年美国人口普查，该市有人口2,964人，人口密度约为每平方 英里776.53人（约合每平方公里299.83人）。